# Max Amann (sportman)
Max Amann (Maagdenburg, 19 januari 1905 – 24 december 1945) was een Duits waterpolospeler.
Max Amann nam als waterpoloër eenmaal deel aan de Olympische Spelen; in 1928. In 1928 maakte hij deel uit van het Duitse team dat goud wist te veroveren. Hij speelde alle drie de wedstrijden en scoorde drie goals.
Amann speelde voor de club Hellas Magdeburg.
Max Amann · 
Karl Bähre · 
Emil Benecke · 
Johann Blank (G) ·
Otto Cordes · 
Fritz Gunst · 
Erich Rademacher (G) ·
Joachim Rademacher